# ХКК Бротњо
ХКК Бротњо је кошаркашки клуб из Читлука.

## Историја
Клуб није остваривао значајније резултате у раздобљу до почетка 1990-их и играо је у Херцеговачкој регионалној лиги.
Године 1994. реактивира се рад клуба и игра у Кошаркашкој лиги Херцег-Босне коју су освајали неколико пута. У сезонама 2002/03. и 2006/07. играју у Првој лиги БиХ, али оба пута експресно, након само једне сезоне, испадају у лигу Херцег-Босне.
Тренутно се такмиче у Кошаркашкој лиги Херцег-Босне (од сезоне 2012/13).

## Познати играчи
- Ивица Зубац
- Саша Стефановић